# کامیک ناد ولتاووو
کامیک ناد ولتاووو (به چکی: Kamýk nad Vltavou) یک منطقهٔ مسکونی در جمهوری چک است که در ناحیه پریبرام واقع شده‌است.